# Sofía Exárchou
Sofía Exárchou (en grec moderne : Σοφία Εξάρχου), née en 1979 à Athènes, est une scénariste et réalisatrice grecque.

## Biographie
Sofía Exárchou suit un cursus d'ingénieur à l'école polytechnique d'Athènes. Elle se dirige cependant vers le cinéma avec une formation de direction de film à l'école de cinéma et de télévision Lykoúrgos-Stavrákos (el) à Athènes. Elle poursuit son apprentissage au Stella Adler Studio of Acting à New York. Elle suit également une formation en audiovisuel à l'École nationale supérieure de l'audiovisuel de Toulouse.
En 2015, elle réalise Park, son premier long métrage. Ce film suit l'errance de jeunes dans le Complexe olympique d'Athènes construit pour les Jeux de 2004, aujourd'hui en partie à l’abandon. Park sort en France en 2020. Le film est remarqué et remporte plusieurs prix.
En 2020, elle dirige le festival international du film de Thessalonique.
En 2023, elle sort son deuxième long métrage, Animal (de).

## Filmographie
Sauf indication contraire, les informations mentionnées dans cette section peuvent être confirmées par la base de données cinématographiques IMDb,  présente dans la section « Liens externes ».
- 2006 : Apostasi (court métrage)
- 2009 : Mesecina (Μεσεσίνα) (court métrage)
- 2017 : Park
- 2023 : Animal (de)

## Distinctions
Sauf indication contraire, les informations mentionnées dans cette section peuvent être confirmées par la base de données cinématographiques IMDb,  présente dans la section « Liens externes ».
- Festival international du film de Saint-Sébastien 2016 : prix des nouveaux réalisateurs
- Festival international du film de Genève 2016 : prix spécial de la compétition internationale
- Festival international de films de femmes de Créteil 2017 : mention spéciale du meilleur premier long métrage
- Festival international du film d'Athènes 2017 : meilleur réalisateur débutant